# L'Ange blond
L'Ange blond est la vingt-et-unième histoire, et le seizième tome, de la série Natacha, écrite par Maurice Tillieux, dessinée par François Walthéry assisté de Georges Van Linthout pour les décors, mise en couleurs par Cerise.
Elle est publiée pour la première fois en 1994 sous forme d'album par les éditions Marsu Productions.

## Résumé
Natacha profite d'une escale à Londres pour rencontrer son amie Betty, championne de judo. Alors qu'un mystérieux personnage s'invite dans la chambre d'hôtel de Betty en prétextant vouloir prendre une leçon de judo, un complice en profite pour lui dérober une mallette contenant des bijoux. Betty, Natacha et Walter se lancent à la poursuite des voleurs jusqu'en Écosse, l'affaire étant plus compliquée qu'il n'y paraît puisqu'il s'avère que Betty travaille en fait pour les services de renseignement anglais…

## Personnages
- Personnages récurrents
  - Natacha, hôtesse de l'air ; ne quitte que peu son uniforme d'hôtesse, quand bien même l'aventure ne concerne pas son métier.
  - Walter, steward et ami de Natacha ; son cauchemar des planches 26 à 32 restera dans toutes les mémoires.
  - Le commandant Turbo, pilote de ligne, et son copilote Legrain, ne seront présents qu'en début d'histoire, le temps pour le commandant de subir un froissement de vertèbre.

- Les gentils
  - Betty, amie de Natacha et championne de judo sous le pseudonyme de l'Ange blond ; son apparence est inspirée par Bettie Page.
  - Bill Barnett, ami de Betty ; c'est un agent des services secrets britanniques et se trouve être à l'origine de l'intrigue. Son apparence semble être la caricature d'une personne connue de l'auteur et un sosie réapparaîtra dans la planche 29 de l'album Atoll 66, avec un hommage à Danny J. pour le "Half néerlandais".
  - Raoul Suckerwine, collègue de Bill Barnett au sein du Security Service ; caricature de Raoul Cauvin.
  - Inspecteur Degelbee, chargé de l'enquête sur le vol des bijoux de Betty.
  - François Walthéry rend hommage à son ami disparu, le scénariste Maurice Tillieux, en le représentant comme pilote d'hélicoptère à la planche 42 ; il ne s'agit donc pas du gangster prénommé Maurice, également représenté par les traits de Maurice Tillieux et présent dans les albums La Mémoire de métal et Le Regard du passé.

- Les méchants
  - Gustav Von Dorf, grand costaud amateur de leçons de judo.
  - Jack Cunningham, alias "le Doc", spécialisé en coffres-forts, complice du précédent.
  - El'mer, propriétaire d'un bar du quartier de Soho où se cachent les deux susnommés.
  - Lucky Mistletoeground, chef du complot.

## Historique
Le scénario de l'album avait été écrit par Maurice Tillieux en 1977, peu de temps avant son décès. Bouleversé par la mort de son ami, François Walthéry conserva le texte pendant plus de dix ans avant de trouver le courage de l'illustrer finalement. 
Comme il l'avait déjà fait pour d'autres séries (Gil Jourdan, Tif et Tondu et Jess Long) et précédemment pour deux autres histoires de Natacha (Un trône pour Natacha, Le Treizième Apôtre), Tillieux réutilise des sujets développés auparavant pour la série Félix, ici deux récits : Le Lac de l'Ours, publié dans Héroic-Albums no 40 en 1954 et Félix enseigne le Judo publié dans Héroic-Albums no 28 en 1951,.
Walthéry collabore pour la première fois avec Georges Van Linthout qui se charge de la réalisation des décors.

## Publication
- Édition originale : 44 planches soit 46 pages, avec un poster (réservé à la première édition), Marsu Productions, 1994 (DL 05/1994)  (ISBN 2-908462-44-3)[4]
  - Réédition, Marsu Productions, 1999  (ISBN 9-782908462-44-9)[5]
- Édition limitée : 44 pages, 530 exemplaires numérotés et signés, avec un ex-libris en papier calque, Marsu Productions, 1994 (DL 04/1994)  (ISBN 2-908462-44-3)[4]

### Documentation
- Évariste Blanchet, « Le Temps suspendu », Critix, no 6,‎ été 1994, p. 2.
- Thierry Martens, « Introduction », dans Natacha t. 5, Dupuis, mai 2014 (ISBN 978-2-8001-6119-8), p. 6-31.